# Marita Payne
Marita Payne, född 7 oktober 1960 på Barbados, är en kanadensisk friidrottare inom kortdistanslöpning.
Hon ingick i Kanadas lag som tog OS-silver på 4 x 100 meter vid friidrottstävlingarna 1984 i Los Angeles.